# Chelsea Light Moving
I Chelsea Light Moving sono un gruppo alternative rock statunitense formatosi nel 2012 a New York.
L'eponimo album d'esordio è uscito nel 2013.

## Formazione
- Samara Lubelski
- John Moloney
- Thurston Moore
- Keith Wood

## Discografia
Album 
- 2013 - Chelsea Light Moving

Singoli
- 2012 - Burroughs
- 2012 - Groovy & Linda
- 2012 - Frank O'Hara Hit